# Wikipedia en rumano
La Wikipedia en rumano es la edición de Wikipedia en rumano. Creada en julio de 2003, esta edición alcanzó los 100 000 artículos en enero de 2008 y se coloca como la 22 ª Wikipedia por su número de artículos.

## Hitos
- Enero de 2008: 100 000 artículos.
- 5 de agosto de 2012: 200 000 artículos.
- El 18 de marzo de 2023 a las 23:50 (hora de Rumanía), 437 430 artículos escritos y 611 579 usuarios registrados.